# Pod ostrzałem (film 1994)
Pod ostrzałem (tytuł oryg. Open Fire) − amerykański film fabularny z 1994 roku, napisany przez Thomasa Ritza oraz wyreżyserowany przez Kurta Andersona. W filmie w roli głównej wystąpił Jeff Wincott. Premiera obrazu odbyła się 30 listopada 1994.

## Obsada
- Jeff Wincott − Alec McNeil
- Patrick Kilpatrick − Stein Kruger
- Mimi Craven − Lynne Tolbert
- Lee de Broux − Bob McNeil
- Arthur Taxier − agent specjalny Davis